# Apocryptophagus agraensis
Apocryptophagus agraensis är en stekelart som först beskrevs av Joseph 1953.  Apocryptophagus agraensis ingår i släktet Apocryptophagus och familjen fikonsteklar. Inga underarter finns listade i Catalogue of Life.